# Myrmica
Myrmica – rodzaj mrówek z podrodziny Myrmicinae. Obejmuje 141 opisanych gatunków.

## Podział systematyczny
Do rodzaju zaliczane są następujące gatunki:

- Myrmica aborigenica Zhigul'skaya, 1991
- Myrmica ademonia Bolton, 1995
- Myrmica aemula Heer, 1850
- Myrmica aimonissabaudiae Menozzi, 1939
- Myrmica alaskensis Wheeler, 1917
- Myrmica aloba Forel, 1909
- Myrmica americana Weber, 1939
- Myrmica angulinodis Ruzsky, 1905
- Myrmica angusticollis Heer, 1850
- Myrmica archaica Meunier, 1915
- Myrmica arnoldii Dlussky, 1963
- Myrmica assimilis Spinola, 1851
- Myrmica bakurianica Arnol'di, 1970
- Myrmica beesoni Mukerjee, 1934
- Myrmica bergi Ruzsky, 1902
- Myrmica bessarabica Nasonov, 1889
- Myrmica bibikoffi Kutter, 1963
- Myrmica bidentata Smith, 1858
- Myrmica bremii Heer, 1850
- Myrmica breviceps Smith, 1878
- Myrmica brevispinosa Wheeler, 1917
- Myrmica caeca Smith, 1860
- Myrmica caucasicola Arnol'di, 1934
- Myrmica chinensis Viehmeyer, 1922
- Myrmica colax Cole, 1957
- Myrmica commarginata Ruzsky, 1905
- Myrmica concinna Heer, 1867
- Myrmica corrugata Say, 1836
- Myrmica cursor Smith, 1878
- Myrmica curvithorax Bondroit, 1920
- Myrmica deplanata Emery, 1921
- Myrmica dicaporiaccoi Menozzi, 1939
- Myrmica discontinua Weber, 1939
- Myrmica displicentia Bolton, 1995
- Myrmica diversa Buckley, 1867
- Myrmica dshungarica Ruzsky, 1905
- Myrmica ereptrix Bolton, 1988
- Myrmica everesti Donisthorpe, 1929]
- Myrmica excelsa Kupyanskaya, 1990
- Myrmica faniensis Boven, 1970
- Myrmica ferganensis Finzi, 1926
- Myrmica forcipata Karavaiev, 1931
- Myrmica formosae Wheeler, 1929
- Myrmica fracticornis Forel, 1901
- Myrmica gallienii Bondroit, 1920
- Myrmica hamulata Weber, 1939
- Myrmica hellenica Finzi, 1926
- Myrmica helleri Viehmeyer, 1922
- Myrmica hirsuta Elmes, 1978
- Myrmica humilis Smith, 1858
- Myrmica incompleta Provancher, 1881
- Myrmica incurvata Collingwood, 1976
- Myrmica indica Weber, 1950
- Myrmica inezae Forel, 1902
- Myrmica inflecta Say, 1836
- Myrmica jessensis Forel, 1901
- Myrmica jucunda Smith, 1861
- Myrmica juglandeti Arnol'di, 1976
- Myrmica jurinei Heer, 1850
- Myrmica kabylica Cagniant, 1970
- Myrmica kamtschatica Kupyanskaya, 1986
- Myrmica karavajevi Arnol'di, 1930
- Myrmica kasczenkoi Ruzsky, 1905
- Myrmica kirghisorum Arnol'di, 1976
- Myrmica kotokui Forel, 1911
- Myrmica kozlovi Ruzsky, 1915
- Myrmica kryzhanovskii Arnol'di, 1976
- Myrmica kurokii Forel, 1907
- Myrmica lacustris Ruszky, 1905
- Myrmica lampra Francoeur, 1968
- Myrmica latifrons Staercke, 1927
- Myrmica laurae Emery, 1907
- Myrmica lemasnei Bernard, 1967
- Myrmica lineolata Buckley, 1867
- Myrmica lobicornis Nylander, 1846 – wścieklica płatkorożna
- Myrmica lobifrons Pergande, 1900
- Myrmica longispinosa Mayr, 1868
- Myrmica luctuosa Smith, 1878
- Myrmica luteola Kupyanskaya, 1990
- Myrmica macrocephala Heer, 1850
- Myrmica margaritae Emery, 1889
- Myrmica mexicana Wheeler, 1914
- Myrmica minuta Ruzsky, 1905
- Myrmica molassica Heer, 1850
- Myrmica montana Buckley, 1867
- Myrmica monticola Creighton, 1950
- Myrmica myrmicoxena Forel, 1895
- Myrmica nearctica Weber, 1939
- Myrmica nebulosa Novak, 1878
- Myrmica obscurata Motschoulsky, 1863
- Myrmica obsoleta Heer, 1850
- Myrmica orientalis Karavaiev, 1926
- Myrmica orthostyla Arnol'di, 1976
- Myrmica pachei Forel, 1906
- Myrmica pilinodis Motschoulsky, 1863
- Myrmica pinetorum Wheeler, 1905
- Myrmica pisarskii Radchenko, 1994
- Myrmica punctiventris Roger, 1863
- Myrmica quebecensis Francoeur, 1981
- Myrmica ravasinii Finzi, 1923
- Myrmica ritae Emery, 1889
- Myrmica rubra Linnaeus, 1758 – wścieklica zwyczajna
- Myrmica rugifrons Smith, 1858
- Myrmica ruginodis Nylander, 1846 – wścieklica podobna
- Myrmica rugiventris Smith, 1943
- Myrmica rugosa Mayr, 1865
- Myrmica rugulosa Nylander, 1849 – wścieklica marszczysta
- Myrmica sabuleti Meinert, 1861 – wścieklica Sabuleta
- Myrmica salina Ruzsky, 1905
- Myrmica samnitica Mei, 1987
- Myrmica saposhnikovi Ruzsky, 1904
- Myrmica scabrata Buckley, 1867
- Myrmica scabrinodis Nylander, 1846 – wścieklica uszatka
- Myrmica schencki Viereck, 1903 – wścieklica Schencka
- Myrmica serica Wheeler, 1928
- Myrmica silvestrii Wheeler, 1928
- Myrmica smythiesii Forel, 1902
- Myrmica spatulata Smith, 1930
- Myrmica specularis Donisthorpe, 1929
- Myrmica stangeana Ruzsky, 1902
- Myrmica striolagaster Cole, 1953
- Myrmica sublanuginosa Buckley, 1867
- Myrmica sulcinodis Nylander, 1846
- Myrmica symbiotica Menozzi, 1925
- Myrmica taediosa Bolton, 1995
- Myrmica tahoensis Weber, 1948
- Myrmica tenuispina Ruzsky, 1905
- Myrmica tertiaria Heer, 1850
- Myrmica tianshanica Arnol'di, 1976
- Myrmica tibetana Mayr, 1889
- Myrmica transsibirica Radchenko, 1994
- Myrmica tschekanovskii Radchenko, 1994
- Myrmica turcica Santschi, 1931
- Myrmica vandeli Bondroit, 1920
- Myrmica venusta Heer, 1867
- Myrmica wesmaeli Bondroit, 1918
- Myrmica wheeleri Weber, 1939
- Myrmica whymperi Forel, 1913
- Myrmica winterae Kutter, 1973
- Myrmica yoshiokai Weber, 1947
- Myrmica zojae Radchenko, 1994